# Syzygium oligadelphum
Syzygium oligadelphum är en myrtenväxtart som först beskrevs av Erling Christophersen, och fick sitt nu gällande namn av Elmer Drew Merrill och Lily May Perry. Syzygium oligadelphum ingår i släktet Syzygium och familjen myrtenväxter. Inga underarter finns listade i Catalogue of Life.